# Saturn (mitologija)
Saturn (latinsko: Sāturnus [saːˈtʊrnʊs]) je bil bog v starorimski religiji in lik v rimski mitologiji. Opisovali so ga kot boga rodu, razuzdanosti, obilja, bogastva, kmetijstva, občasne prenove in osvoboditve. Saturnova mitološka vladavina je bila upodobljena kot zlata doba obilja in miru. Po rimski osvojitvi Grčije je bil povezan z grškim Titanom Kronosom, ki je postal znan kot bog časa. Saturnova soproga je bila njegova sestra Ops, s katero je rodil Jupitra, Neptuna, Plutona, Junono, Cerero in Vesto.
Saturna so še posebej praznovali med festivalom Saturnalij vsak december, morda najbolj znani izmed rimskih festivalov, čas pogostitve, zamenjave vlog, svobode govora, obdarovanja in veseljačenja. V Saturnovem templju na Rimskem forumu je bila državna zakladnica in arhiv (aerarium) Rimske republike in zgodnjega Rimskega cesarstva. Po njem sta poimenovana planet Saturn in dan v tednu sobota.

## Mitologija
Rimska dežela je ohranila spomin na zelo oddaljen čas, v katerem sta Saturn in Janus kraljevala mestu pred ustanovitvijo: Kapitol se je imenoval mons Saturnius.
Rimljani so Saturn poistovetili z grškim Kronosom, katerega miti so bili prilagojeni latinski literaturi in rimski umetnosti. Kronosova vloga v rodoslovju grških bogov je bila prenesena na Saturn. Že v času Livija Andronika (3. stoletje pr. n. št.) so Jupitra imenovali Saturnov sin.
Saturn je imel dve ljubici, ki sta predstavljali različne vidike boga. Ime njegove žene Ops, rimski ekvivalent grška Rea, pomeni »bogastvo, obilje, viri«. Povezava z Ops pa se šteje za poznejši razvoj, saj je bila ta boginja prvotno seznanjena s Consusom. Prej so Saturna povezovali z boginjo Lua (uničenje, razpustitev, rahljanje), boginjo, ki je prejela krvavo orožje sovražnikov, uničenih v vojni.
Pod Saturnovo vladavino so ljudje v 'zlati dobi', ki sta jo opisala Heziod in Ovid, uživali spontano blagodat zemlje brez dela. Postal je znan kot bog časa.

## Etimologija in vzdevki
Po Varrovih besedah Saturnovo ime izhaja iz satus, ki pomeni 'sejanje'. Čeprav se zdi ta etimologija z jezikovnih razlogov neverjetna (zaradi dolgega ā v Sāturnus in tudi zaradi epigrafsko potrjene oblike Saeturnus) , kljub temu odraža prvotno lastnost boga. Verjetnejša etimologija povezuje ime z etruščanskim bogom Satrejem in krajevnimi imeni, kot sta Satria, starodavno mesto Latium, in Saturae palus, močvirje tudi v Laciju. Ta koren je lahko povezan z latinskim fitonimom Satureia.
Drugi vzdevek, spremenljivo Sterculius, Stercutus in Sterces, se je skliceval na njegove kmetijske funkcije; ta izhaja iz stercus, 'iztrebek' ali 'gnoja', ki se nanaša na ponovni vzpon iz smrti v življenje. Kmetijstvo je bilo pomembno za rimsko identiteto, Saturn pa del arhaične rimske religije in etnične identitete. Njegovo ime se pojavlja v starodavni himni salijskih duhovnikov, njegov tempelj pa je bil najstarejši, ki so ga zabeležili pontifiki.
Kvint Lucilij Balb daje ločeno etimologijo v Cicerovem De Natura Deorum (O naravi bogov). V tej razlagi bi bil kmetijski vidik Saturna sekundarni glede na njegovo primarno razmerje s časom in letnimi časi. Ker Čas vse porabi, Balb trdi, da ime Saturn izhaja iz latinske besede satis; Saturn je antropomorfna predstavitev časa, ki ga napolnijo ali nasičijo vse stvari ali vse generacije. Ker je kmetijstvo tako tesno povezano z letnimi časi in zato razumevanje cikličnega poteka časa, iz tega izhaja, da bi bilo kmetijstvo potem povezano z božanstvom Saturnom.

## Tempelj
Saturnov tempelj je stal ob vznožju Kapitolskega griča, po tradiciji, ki jo je zapisal Varro, prej znan kot Saturnius Mons, vrsta stebrov iz zadnje obnove templja pa še vedno stoji. Tempelj je bil posvečen leta 497 pred našim štetjem, vendar je območje Saturni zgradil kralj Tul Hostilij, kar potrjujejo arheološke študije E. Gjerstada. V njej je bila skozi rimsko zgodovino državna zakladnica (aerarium).

## Praznovanja
Položaj Saturnovega festivala v rimskem koledarju je privedel do njegovega povezovanja s koncepti časa, zlasti s časovnim prehodom novega leta. V grški tradiciji so Kronosa (grško Κρόνος, Krónoς) včasih pomešali s Kronosom (grško: Χρόνος, [kʰrónos], novogrško [ˈxronos]); pomen - 'čas') kot bogom "časa" in njegovo požiranje svojih otrok je bilo sprejeto kot alegorija za minevanje generacij. Srp ali kosa Očeta časa je ostanek kmetijskega orodja Kronos-Saturn, njegov ostareli videz predstavlja upadanje starega leta z rojstvom novega, v antiki včasih utelešenega Ajona. V pozni antiki se Saturn sinkretizira s številnimi božanstvi in ga začnejo upodabljati s krili, tako kot Kairos (grško καιρός, Kairós -  bog srečnega trenutka, najmlajši Zevsov sin).

## V rimski religiji

### Teologija in bogoslužje
Lik Saturna je eden najbolj zapletenih v rimski religiji. Georges Dumézil se je vzdržal razprave o Saturnu v svojem delu o rimski religiji zaradi nezadostnega znanja. Nasprotno pa je njegov privrženec Dominique Briquel poskušal temeljito interpretirati Saturna, pri čemer je uporabil Dumézilovo trifunkcionalno teorijo indoevropske religije, pri čemer je za osnovo vzel starodavna pričevanja in dela A. Brelicha in G. Piccaluge.
Glavna težava, ki jo znanstveniki najdejo pri preučevanju Saturna, je pri oceni, kaj je izvirno iz njegove postave in kaj je posledica poznejših helenizirajočih vplivov. Poleg tega so nekatere značilnosti boga morda skupne Kronosu, vendar so kljub temu zelo prastare in se lahko štejejo za lastne rimskemu bogu, druge pa so poznejše in so prispele po letu 217 pr. n. št., letu, ko so bili grški običaji Kronia  (starogrško: Κρόνια - je bil atenski festival, ki je potekal v čast Kronu (Kronosu) 12. dneva Hekatombaiona, prvega meseca atiškega koledarja in približno enakovrednega drugemu delu julija in prvemu delu avgusta) spremenjeni v Saturnalije.

#### Briquelova analiza
Med značilnostmi, ki so vsekakor verodostojne za rimskega boga, Briquel opredeljuje:
1. čas njegovega praznika v koledarju, ki ustreza datumu posvečenja njegovega templja (grška Kronia je bila junija in julija);
2. njegovo sodelovanje z Lua Mater in
3. lokacija njegovega kulta na Kapitolu, ki sega v daljne čase.[18]

Ti trije elementi po mnenju Briquela kažejo, da je Saturn suvereni bog. Božji strogi odnos s kulti na Kapitolskem griču in zlasti z Jupitrom poudarjajo legende o zavrnitvi boginje Juventus in boga Termina, da bi zapustila svoje bivališče v svetiščih na Kapitolu, ko naj bi bil zgrajen Jupitrov tempelj. Ti dve božanstvi ustrezata bogovom pomočnikom suverena v vedski religiji (Briquel se sklicuje na Dhritaraštra in Vidura, liki Mahabharate) ter na Kiklope in Hekatonhejre v Heziodu. Medtem ko bogovi pomočniki pripadajo drugi božanski generaciji, postanejo aktivni šele na ravni tretjega v vsakem od treh primerov Indije, Grčije in Rima, kjer postanejo nekakšno nadaljevanje Jupitra. [22])

#### Rimske kultne prakse
Žrtvovanja Saturnu so bila opravljena po 'grškem obredu' (ritus graecus), z odkrito glavo, v nasprotju s tistimi drugih večjih rimskih božanstev, ki so jih izvajali capite velato, 's pokrito glavo' z zavitkom toge, ki je bila na hrbtu. Sam Saturn pa je bil predstavljen kot zakrit (‘’involutus‘’), kot na primer na stenski sliki iz Pompejev, ki prikazuje, da drži srp in je pokrit z belo tančico. Ta lastnost se popolnoma ujema z značajem suverenega boga varunskega tipa in je skupna nemškemu bogu Odinu. Briquel pripomni, da je Servij že videl, da je bila izbira grškega obreda posledica dejstva, da si boga predstavljajo in ga predstavljajo zastrtega, zato njegove žrtve ne more opraviti zastrti moški: to je primer preobrata trenutni red stvari, značilnih za naravo božanstva, kot je prikazan na njegovem festivalu. Plutarh piše, da je njegova figura zastrta, ker je oče resnice.
Plinij starejši ugotavlja, da je bil kultni kip Saturna napolnjen z oljem; natančen pomen tega ni jasen. Noge so bile vezane na volno, ki so jo odstranili šele v času Saturnalij. Dejstvo, da je bil kip napolnjen z oljem, noge pa so bile vezane z volno, se lahko nanaša na mit o 'kastraciji Urana'. V tem mitu Rea da Kronosu kamen, ki ga poje namesto Zevsa, s čimer prevara Kronosa. Ko je Zevs zmagal nad Kronosom, postavi ta kamen v Delfih in ga nenehno mažejo z oljem in nanj polagajo pramene netkane volne. Kamen je bil oblečen v rdeč plašč, iz templja pa so ga prinesli, da je sodeloval v obrednih procesijah (pompa circensis) in lectisternium’’, banketih, na katerih so bile slike bogov postavljene kot gostje na kavčih. Vse te slovesne podrobnosti označujejo suvereno figuro.

#### Kult zunaj Rima
V Italiji obstaja malo dokazov za kult Saturna izven Rima, vendar je njegovo ime podobno imenu etruščanskega boga Satra. Potencialno okrutnost Saturna je povečala njegova identifikacija s Kronosom, ki je znan po tem, da je požrl lastne otroke. Tako so ga v prevodu uporabljali pri bogovih iz drugih kultur, ki so jih Rimljani razumeli kot hude; izenačili so ga s kartažanskim bogom Ba'alom Hammonom, ki so mu žrtvovali otroke in z Jahvejem, čigar soboto so imenovali Saturni dies, 'Saturnov dan', v pesmi Tibula, ki je pisal v času Avgustove vladavine; sčasoma je iz tega nastala beseda Saturday v angleščini. Identifikacija z Ba'alom Hammonom je kasneje povzročila afriški Saturn, kult, ki je užival veliko popularnost do 4. stoletja. Poleg tega, da je bil priljubljen kult, je imel tudi značaj skrivnostne religije in je zahteval otroške žrtve. Šteje se tudi, da se nagiba k monoteizmu. V slovesnosti iniciacije je miste (inicirani) intrat sub iugum ('vstopi pod jarem'), ritual, ki ga Leglay primerja z rimskim Sororium Tigillum. Čeprav se izvor in teologija popolnoma razlikujeta, sta italski in afriški bog suverena in gospodar časa in smrti, kar je omogočilo njuno srečanje. Poleg tega afriški Saturn ne izhaja neposredno iz italskega boga, temveč iz njegovega grškega kolega Kronosa.

### Saturnalija
Saturn je povezan z velikim verskim praznikom v rimskem koledarju, Saturnalijami. Na Saturnalijah so praznovali letino in setev in so potekale od 17. do 23. decembra. V času Saturnalij so bile socialne omejitve Rima sproščene. Lik Saturna, ki so ga med letom ščitili z nogami, zavezanimi v volno, je bil v času festivala izpuščen iz vezi. Saturnalij naj bi odražale razmere izgubljene 'zlate dobe' pred strmoglavljenjem vladavine Saturna, ki pa niso vsa zaželena, razen kot začasno izpustitev iz civiliziranih omejitev. Grški ekvivalent je bil festival Kronia.
Macrobij (5. stoletje n. št.) predstavlja interpretacijo Saturnalij kot praznika svetlobe, ki vodi v zimski solsticij. Obnovo svetlobe in prihod novega leta so v poznejšem rimskem cesarstvu 25. decembra praznovali pri Dies Natalis of Sol Invictus, 'rojstnem dnevu neosvojljivega sonca'.

## Gladiatorskamunera
Htonična narava Saturna ga je povezala s podzemljem in njegovim vladarjem Dis Paterjem (bog podzemlja), rimskim ekvivalentom grškega Plutona, ki je bil tudi bog skritega bogastva. V virih iz 3. stoletja našega štetja in kasneje je Saturn zapisan kot prejemnik gladiatorskih daritev (munera) med ali blizu Saturnalij. Te borbe z gladiatorji, ki so jih ves december izvajali deset dni, so kvestorji predstavili in sponzorirali s sredstvi iz Saturnove zakladnice.
Krščanski apologeti so prakso gladiatorskih munera kritizirali kot obliko človeškega žrtvovanja. [56] Čeprav v republikanski dobi ni dokazov o tej praksi, je daritev gladiatorjev privedla do poznejše teorije, da je prvotni Saturn zahteval človeške žrtve. Macrobij pravi, da je bil Dis Pater pomirjen s človeškimi glavami, Saturn pa z žrtvovanimi žrtvami, sestavljenimi iz moških (virorum Victimis). Figurice, ki so si jih v času Saturnalij zamenjali za darila (sigillaria), so morda predstavljale nadomestke žetonov.

## Na kovancih
Leta 104 pred našim štetjem je plebejski tribun Lucij Apulej Saturnin izdal denarij, na katerem je prikazan Saturn, ki vozi štirikolesno kočijo (kvadriga), vozilo, povezano z vladarji, zmagoslavnimi generali in bogovi sonca. Saturnin je bil priljubljeni politik, ki je predlagal razdeljevanje žita po znižani ceni revnim. Na sprednji strani je prikazana glava boginje Rome. Saturninovi posnetki, igrani na tribunovem imenu in njegovem namenu spremeniti družbeno hierarhijo v svojo korist, tako da je svojo politično podporo opiral na navadne ljudi (plebs) in ne na senatsko elito.